# Liga Femenina de Baloncesto 2019-2020
Il campionato spagnolo di pallacanestro femminile 2019-2020 (Liga Endesa per motivi di sponsorizzazione) è stato il 57º.
In seguito alla pandemia di COVID-19 il campionato è stato sospeso l'8 maggio 2020.

## Regolamento
Le squadre classificate dal primo all'ottavo posto al termine della regular season si qualificano ai play-off per l'assegnazione del titolo di campione di Spagna.
Le squadre classificate al tredicesimo e quattordicesimo posto retrocedono in Liga Femenina 2.

## Squadre partecipanti
Nella stagione precedente è retrocessa in LF2 il Sant Adriá e l'Universitario Ferrol. Il loro posto è stato preso dal Promete Logroño e dal CDB Clarinos promosse dalla LF2.
| Squadra            | Allenatore                                     | Campo di gioco                                                  | Risultato stagione 2018-19 |
| ------------------ | ---------------------------------------------- | --------------------------------------------------------------- | -------------------------- |
| Uni Girona         | Eric Surís                                     | Pabellón Municipal Girona-Fontajau di Gerona                    | campione                   |
| Avenida            | Miguel Ángel Ortega                            | Pabellón de Würzburg di Salamanca                               | finalista                  |
| Sedis Seu d'Urgell | Bernat Canut                                   | Palau d'Esports di La Seo de Urgel                              | 3º posto in LF             |
| Gernika Bizkaia    | Mario López                                    | Pol. Maloste di Guernica                                        | 4º posto in LF             |
| Valencia B.C.      | Rubén Burgos López                             | Pavelló Municipal Font de San Lluís di Valencia                 | 5º posto in LF             |
| Ibaeta             | Aranzazu Muguruza                              | Polideportivo José Antonio Gasca di San Sebastián               | 6º posto in LF             |
| Araski Vitoria     | Madelén Urieta                                 | Polideportivo Mendizorrotza di Vitoria                          | 7º posto in LF             |
| CDB Saragozza      | Fabian Tellez                                  | Pabellón Eduardo Lastrada di Saragozza                          | 8º posto in LF             |
| Bembibre           | Pepe Vázquez                                   | Bembibre Arena di Bembibre                                      | 9º posto in LF             |
| Ensino Lugo C.B.   | Juan Necega (1ª-3ª) Carlos Cantero (4ª-)       | Pazo Provincial Dos Desportes di Lugo                           | 10º posto in LF            |
| Al-Qázeres         | Ricardo Vasconcelos                            | Juan Serrano Macayo di Cáceres                                  | 11º posto in LF            |
| Zamarat            | Fran Garcia (1ª-8ª) Ángel Fernández (9ª-)      | Polideportivo Municipal Ángel Nieto di Zamora                   | 12º posto in LF            |
| Promete Logroño    | Jacinto Carbajal (1ª-13ª) Ramiro García (14ª-) | Palacio de los Deportes de La Rioja di Logroño                  | 1º posto in LF2            |
| Clarinos Tenerife  | Claudio García                                 | Pabellon de desportes Santiago Martin di Santa Cruz de Tenerife | 2º posto in LF2            |

## Stagione regolare

### Classifica
|  | Pos. | Squadra                       | Pt. | G  | V  | P  | PtF  | PtS  | Dif. | CD   |
|  | ---- | ----------------------------- | --- | -- | -- | -- | ---- | ---- | ---- | ---- |
|  | 1.   | Perfumerías Avenida           | 41  | 22 | 19 | 3  | 1638 | 1172 | +466 |      |
|  | 2.   | Spar CityLift Girona          | 40  | 22 | 18 | 4  | 1428 | 1198 | +230 |      |
|  | 3.   | Lointek Gernika Bizkaia       | 39  | 22 | 17 | 5  | 1550 | 1314 | +236 |      |
|  | 4.   | Valencia BC                   | 36  | 22 | 14 | 8  | 1436 | 1323 | +113 |      |
|  | 5.   | RPK Araski                    | 34  | 22 | 12 | 10 | 1363 | 1345 | +18  |      |
|  | 6.   | Cadí La Seu                   | 33  | 22 | 11 | 11 | 1448 | 1433 | +15  | 8 p. |
|  | 7.   | Durán Maquinaria Ensino       | 33  | 22 | 11 | 11 | 1434 | 1432 | +2   | 4 p. |
|  | 8.   | Ciudad de la Laguna Tenerife  | 33  | 22 | 11 | 11 | 1481 | 1599 | -118 | 3 p. |
|  | 9.   | Mann-Filter Casablanca        | 31  | 22 | 9  | 13 | 1381 | 1509 | -128 |      |
|  | 10.  | Campus Promete                | 30  | 22 | 8  | 14 | 1298 | 1387 | -89  | +6   |
|  | 11.  | IDK Gipuzkoa                  | 30  | 22 | 8  | 14 | 1353 | 1437 | -84  | -6   |
|  | 12.  | Nissan Al-Qázeres Extremadura | 28  | 22 | 6  | 16 | 1230 | 1493 | -263 |      |
|  | 13.  | Quesos El Pastor              | 28  | 22 | 6  | 16 | 1393 | 1581 | -188 |      |
|  | 14.  | Embutidos Pajariel Bembibre   | 26  | 22 | 4  | 18 | 1245 | 1455 | -210 |      |

Legenda:
  Vincitrice della Coppa de la Reina 2020
  Vincitrice della Supercoppa 2019
Note:
Due punti a vittoria, uno a sconfitta.

### Risultati
|                 | ASE   | ARA   | BSA     | AQA    | AVE   | BEM   | IBA   | ZAM   | CLA   | CPR   | ENS   | GBZ   | GIR   | VAL   |
| --------------- | ----- | ----- | ------- | ------ | ----- | ----- | ----- | ----- | ----- | ----- | ----- | ----- | ----- | ----- |
| AE Sedis        |       | 61-59 | 71-62   | 91-50  | 37-73 | 77-81 | 55-56 | -     | 81-57 | 61-81 | 74-68 | 67-74 | 54-56 | 51-66 |
| Araski AES      | 64-59 |       | 65-60   | -      | 42-60 | 67-42 | 79-64 | 69-59 | -     | 72-53 | 52-68 | 40-59 | 56-68 | 61-69 |
| Basket Zaragoza | 61-65 | -     |         | 66-57  | 53-84 | 58-51 | 57-48 | 83-75 | 74-66 | 72-67 | 71-68 | 48-68 | -     | 42-69 |
| CB Al-Qazeres   | 68-74 | 45-67 | 70-68   |        | 55-69 | 74-60 | 59-55 | 50-53 | 61-56 | -     | -     | 50-81 | 42-70 | 40-57 |
| CB Avenida      | 71-61 | 70-46 | 74-45   | -      |       | 87-50 | -     | 96-52 | 89-37 | -     | 80-50 | 63-59 | 55-68 | 61-58 |
| CP Bembibre     | 69-61 | 53-66 | 62-53   | 72-42  | 39-93 |       | 63-70 | 54-67 | 55-61 | 52-56 | 57-69 | 60-75 | -     | -     |
| CD Ibaeta       | -     | 56-62 | 61-62   | 80-72  | 58-82 | 68-59 |       | 66-76 | 71-72 | 43-57 | 59-58 | -     | 45-67 | 57-58 |
| CD Zamarat      | 60-76 | 63-65 | 103-102 | 64-67  | 63-82 | -     | 73-67 |       | 94-98 | 67-64 | 73-79 | 62-70 | 31-65 | -     |
| CDB Clarinos    | 72-83 | 86-78 | 81-82   | 68-63  | 57-84 | 76-61 | 67-66 | -     |       | 58-77 | -     | 62-72 | 61-79 | 75-58 |
| Campus Promete  | 59-78 | 59-51 | -       | 49-51  | 57-66 | 57-49 | 69-77 | 64-59 | 60-68 |       | 55-60 | -     | 57-73 | 62-40 |
| Ensino Lugo     | 60-68 | 68-72 | -       | 100-52 | 68-62 | -     | 70-61 | 59-46 | 64-52 | 76-55 |       | 47-72 | 77-70 | 70-73 |
| Gernika Bizkaia | 66-43 | -     | 78-58   | 66-59  | -     | 60-55 | 67-70 | 82-56 | 78-80 | 74-57 | 67-48 |       | 60-69 | 91-89 |
| Girona Basket   | -     | 59-68 | 52-40   | 61-55  | 60-55 | 62-48 | 53-55 | 61-48 | -     | 64-51 | 66-58 | 65-68 |       | 67-52 |
| Valencia BC     | -     | 64-62 | 74-64   | 66-48  | 57-82 | 56-53 | -     | 62-49 | 69-71 | 76-32 | 95-49 | 66-63 | 62-73 |       |

## Verdetti
- Campione di Spagna: non assegnato
- Retrocessa in Liga feminina 2: nessuna
- Vincitrice Coppa de la Reina:  Avenida (9º titolo)
- Vincitrice Supercoppa:  Uni Girona (2º titolo)